# Costache Hagi Tudorache
Costache Hagi Tudorache (* la începutul secolului al XIX-lea, mahalaua Oțetari din București; d. 1855) a fost un renumit comerciant român, cel dintâi fiu al negustorului Hagi Tudorache. 